# Resolució 616 del Consell de Seguretat de les Nacions Unides
La Resolució 616 del Consell de Seguretat de les Nacions Unides, aprovada per unanimitat el 20 de juliol de 1988, després d'escoltar les representacions de la República Islàmica de l'Iran, el Consell va expressar aflicció per l'enderrocament de Vol 655 d'Iran Air sobre l'estret d'Ormuz per un míssil de l'USS Vincennes durant el conflicte entre l'Iran i l'Iraq.
El Consell va expressar el seu condol a les víctimes de l'incident i va donar la benvinguda a la decisió de l'Organització d'Aviació Civil Internacional, a petició de l'Iran, per iniciar immediatament una investigació sobre l'incident. Es va donar la benvinguda als anuncis tant de l'Iran com dels Estats Units de la seva cooperació amb la investigació.
La Resolució 616 instar totes les parts en el Conveni sobre Aviació Civil Internacional de 1944 a complir plenament les normes i pràctiques referents a la seguretat de l'aviació civil. També recorda Iran i Iraq que apliquin plenament la Resolució 598 només com a base justa i duradora per a una solució de la Guerra Iran-Iraq.